# 쫑알쫑알 똘똘이
《쫑알쫑알 똘똘이》는 미미월드와 크레이지버드 스튜디오에서 만든 애니메이션이면서 이것의 토대로 한 장난감 상표다. 2021년 5월 26일부터 11월 10일까지 KBS 2TV에서 방영했고, 2기는 2023년 1월 7일부터 3월 4일까지 KBS 1TV에서 방영했다가, 3기는 2024년 12월 28일부터 2025년 3월 1일까지 같은 채널에서 방영했다.

## 방송 일시
| 방송 채널 | 방송일                            | 방송 시간 |
| --------- | --------------------------------- | --------- |
| KBS 2TV   | 2021년 5월 26일 ~ 11월 10일       | 종료      |
| KBS 1TV   | 2023년 1월 7일 ~ 3월 4일          | 종료      |
| KBS 1TV   | 2024년 12월 28일 ~ 2025년 3월 1일 | 종료      |

## 목소리 출연
- 방연지: 똘똘이
- 사문영: 똘봉이, 몽실이
- 김정훈: 아빠
- 전숙경: 엄마, 냥이
- 이명희: 똘랑이, 앵두
- 홍범기: 깜깜이
- 김가령: 토솜이
- 양정화: 할머니
- 이주승: 매미

### OST
- 여는 곡 : 쫑알쫄알똘똘이
- 작사 : 이상호
- 작곡 : 황성범
- 닫는 곡 : 꽃길로 가자
- 아티스트 : 송민정, 방연지, 이명희
- 작곡 : 김민수, 세모로
- 아티스트 : 레미

## 제작진
- 책임프로듀서 : 김자현(1,2기) 이태헌(3기)
- 프로듀서 : 목훈 이순주 황정연 1 ~ 2화 황응구 3 ~ 8화(3기) 연출
- 허선(총괄) 최은순(라인) 이경민(오디오)
- 기획 : 허선, 이상호, 김태윤 최영진
- 공동기획 : 김다원, 이정규
- 이상호 감독 / 시나리오 / 각본
- 시나리오 : 이상호, 이승아, 원장경, 정지영, 박호영 (각본)
- 스토리보드,애니메틱 : 조윤아, 최영진
- 아트디렉터, 프로덕션 디자인 : 김태윤
- 프로덕션 디자인 : 김태윤, 박계현, 김태희
- 테크니컬 디렉터,리깅 : 문성근
- 모델링 : 김주영
- 애니 제작 : 크레이지버드 스튜디오
- 애니메이션 슈퍼바이저 : 오봉균, 김학규
- 애니메이션 제작관리 : 김선경, 최은순
- 애니메이터 : 김광석, 김동철, 김선경, 남승길, 조성은, 이경민, 김지현, 이샛별, 이근영
- 라이팅,렌더링,합성 : 노은경, 김은형, 이서현, 박소정, 최수빈 이재연 김나현, 양미르, 정혜원, 이지원, 한연주
- 최은순 영상편집
- 이펙트 : 김인지
- 음악감독 : 세모로
- 음악 : 세모로, 김민수, 김민재, 위승민
- 사운드 디자이너 : 주아랑
- 사운드 믹스 : 성시연
- 사운드 에디터, 레코딩 : 성시연, 손병진
- 레코딩 엔지니어 : 성시영, 아하늘
- 믹스 엔지니어 : 이하늘
- 사운드 마스터링 : 픽셀로직코리아
- 제작관리 : 이정은
- 홈페이지 제작, 운영 : 김하늘, 정상빈(KBS미디어)
- 종합편집 : 이수은
- 컴퓨터그래픽 : 황은서
- 조연출 : 차한결
- 기획 : KBS
- 제작 : 크레이지버드 스튜디오, (주)미미월드
- 배급, 제공 : (주)미미월드
- 저작권 :  (주)미미월드 All rights reserved.

## 방영 목록

### 시즌 1
| 회차       | 주제                     | 방송 일자        |
| ---------- | ------------------------ | ---------------- |
| 1화        | 비밀의 방                | 2021년 5월 26일  |
| 2화        | 앵두는 새 친구           | 2021년 6월 2일   |
| 3화        | 케이크를 만들자!         | 2021년 6월 9일   |
| 4화        | 동생 돌보기              | 2021년 6월 16일  |
| 5화        | 깜깜이 이야기            | 2021년 6월 23일  |
| 6화        | 사라진 똘봉이            | 2021년 6월 30일  |
| 7화        | 라면 라면 라면           | 2021년 7월 7일   |
| 8화        | 아빠의 그림              | 2021년 7월 14일  |
| 9화        | 거짓말이 아니야          | 2021년 7월 21일  |
| 10화       | 모기를 잡아라            | 2021년 8월 11일  |
| 11화       | 몽실아 몽실아            | 2021년 8월 18일  |
| 12화       | 장사는 어려워            | 2021년 8월 25일  |
| 13화       | 루돌프 사슴코            | 2021년 9월 1일   |
| 14화       | 병아리를 부탁해          | 2021년 9월 8일   |
| 15화       | 오줌싸개                 | 2021년 9월 15일  |
| 16화       | 깜깜이네 집              | 2021년 9월 29일  |
| 17화       | 아기가 될 거야           | 2021년 10월 6일  |
| 18화       | 심부름은 어려워          | 2021년 10월 13일 |
| 19화       | 주사는 무서워            | 2021년 10월 20일 |
| 20화       | 딱지치기                 | 2021년 10월 27일 |
| 21화       | 토끼의 언니를 찾아주세요 | 2021년 11월 2일  |
| 22화       | 목욕이 싫어요            | 2021년 11월 3일  |
| 23화       | 우리도 놀러가요          | 2021년 11월 9일  |
| 최종화(24) | 동생이 좋아요            | 2021년 11월 10일 |

### 시즌 2
| 회차      | 주제                   | 방송 일자       |
| --------- | ---------------------- | --------------- |
| 1화       | 엄마를 도와요          | 2023년 1월 7일  |
| 2화       | 솜사탕을 만들어요      | 2023년 1월 14일 |
| 3화       | 할머니랑 닮았어요      | 2023년 1월 28일 |
| 4화       | 달에서 온 토끼         | 2023년 2월 4일  |
| 5화       | 공주님의 옷을 입을래요 | 2023년 2월 11일 |
| 6화       | 보물찾기               | 2023년 2월 18일 |
| 7화       | 장기자랑               | 2023년 2월 25일 |
| 최종화(8) | 괴물 소동              | 2023년 3월 4일  |

### 시즌 3
| 회차      | 주제             | 방송 일자        |
| --------- | ---------------- | ---------------- |
| 1화       | 똘랑이의 나들이  | 2024년 12월 28일 |
| 2화       | 강아지를 부탁해  | 2025년 1월 4일   |
| 3화       | 리모콘을 찾아라  | 2025년 1월 11일  |
| 4화       | 새 친구 나리     | 2025년 1월 25일  |
| 5화       | 이빨 요정        | 2025년 2월 1일   |
| 6화       | 몽실이의 생일    | 2025년 2월 15일  |
| 7화       | 야채 안 먹을래요 | 2025년 2월 22일  |
| 최종화(8) | 매미의 노래      | 2025년 3월 8일   |

## 결방 및 편성안내
- 2023년 1월 21일: 설기획 한국인의 밥상의 관계로 인해 결방했다.
- 2025년 1월 4일: 제주항공 2216편 활주로 이탈 사고에 따른 편성 대체로 인해 2시 50분으로 편성했다.
- 2025년 1월 18일: 국악 한마당의 관계로 인해 결방했다.
- 2025년 2월 8일: 2025년 하얼빈 동계 아시안 게임의 관계로 인해 결방했다.
- 2025년 2월 22일: 이수인 동요축제 둥글게 둥글게의 방송 편성으로 인해 2시 55분으로 편성했다.

## 관련 작품
- 똘똘이의 그림일기 동요